# Fluxbox
Fluxbox is een windowmanager voor het X Window System en is gebaseerd op Blackbox 0.61.1.
Het doel van Fluxbox is om een lichtgewicht, maar toch zeer configureerbare windowmanager te zijn. Met slechts minimale ondersteuning voor grafische iconen en enkel de basis interface capaciteiten.
De basisinterface heeft enkel een taakbalk en een menu dat geactiveerd kan worden door met de rechtermuisknop te klikken op het bureaublad. Fluxbox ondersteunt ook door de gebruiker aangemaakte snelkoppelingen via het toetsenbord.
In overeenstemming met de eenvoud van Fluxbox zijn het hoofdmenu, de snelkoppelingen met het toetsenbord en de configuratie allemaal in te stellen door tekstbestanden aan te passen. Alle instellingen voor fluxbox zijn te vinden in de ~/.fluxbox map van jouw systeem. Programma's opstarten doe je bijvoorbeeld met het ~/.fluxbox/startup bestand en het menu is te bewerken in het ~/.fluxbox/menu bestand.
De thema's van Fluxbox zijn volledig compatibel met de thema's van Blackbox. Kleuren, tinten en omlijningen kunnen ingesteld worden. Recente versies van Fluxbox ondersteunen afgeronde hoeken en grafische elementen. Fluxbox heeft een aantal mogelijkheden die Blackbox niet heeft zoals "tabbed windows" en een instelbare titelbalk. Met behulp van de slit is het mogelijk om applicaties te docken op het bureaublad van Fluxbox.
Op 20 maart 2007 werd de 3e en tevens laatste release candidate van Fluxbox 1.0 vrijgegeven. De laatste versie is 1.3.6 en werd uitgebracht op 6 januari 2015.